# Solimán Pasha
Süleyman Pacha, también conocido como Solimán Pacha, o Solimán Veneziano, renegado de origen veneciano fue gobernador de Argel desde 1600 hasta 1603.

## Biografía
En 1600, a raíz de las denuncias dirigidas a la Sublime Puerta por Francia contra las depredaciones infligidas a sus mercaderes y el insulto hecho a Monsieur de Vias, cónsul real encargado de presentar una denuncia en Argel, Süleyman Pasha fue nombrado en sustitución de Dalí Hassan Pasha. Devolvió a Francia algunos de los barcos capturados mientras se quejaba de la captura de una galera turca varada cerca de Antibes.
En guerra con Cabilia excitado por España, Süleyman Pasha regresó derrotado a Argel en 1600, luego volvió a fracasar al año siguiente ante Djemâa Saharidj.
El almirante Juan Andrea Doria aparece en septiembre de 1601 ante Argel con una escuadra de setenta barcos y un ejército de diez mil hombres, pero no pudo desembarcar por el mal tiempo.
En 1603, Süleyman Pasha cedió el paso a Khizr Pasha (o Kheder), colocado luego al frente de la regencia de Argel por tercera vez.